# Henri Moigneu
Henri Moigneu, né le 9 mars 1887 à Chevilly dans le Loiret et mort le 14 mars 1937 à Frévent dans le Pas-de-Calais, est un footballeur international français.

## Biographie
Son poste de prédilection est défenseur. Il compte 8 sélections en équipe de France de football, 
- Belgique-France à Bruxelles au stade du Vivier d'Oie en 1905,
- France-Belgique au stade de la Faisanderie à Saint-Cloud en 1906,
- France-Angleterre amateur au Parc des Princes à Paris en 1906,
- Belgique-France à Bruxelles au Stade du Vivier d'Oie en 1907,
- Suisse-France au stade des Charmilles à Genève en 1908,
- Angleterre amateur-France au Park Royal à Londres en 1908,
- France-Belgique à Colombes au stade du matin en 1908,
- Pays-Bas-France au stade De Kuip à Rotterdam en 1908[2].

En 1914, il est le capitaine de la sélection régionale des Lions des Flandres.

## Clubs successifs
- US Tourcoing

## Carrière
Henri forma à Tourcoing, avec Victor Denis et Gabriel Hanot, une ligne de défense très efficace. Il retrouva ce dernier en équipe de France, à l'occasion de ses trois dernières sélections. Il ne fut pas aussi souverain qu'en club et ses deux défaites face à l'Angleterre (15-0, 12-0) firent tache sur son palmarès. 

## Source
- Daniel Chaumier, Les bleus, éd. Larousse.